# つけナポリタン

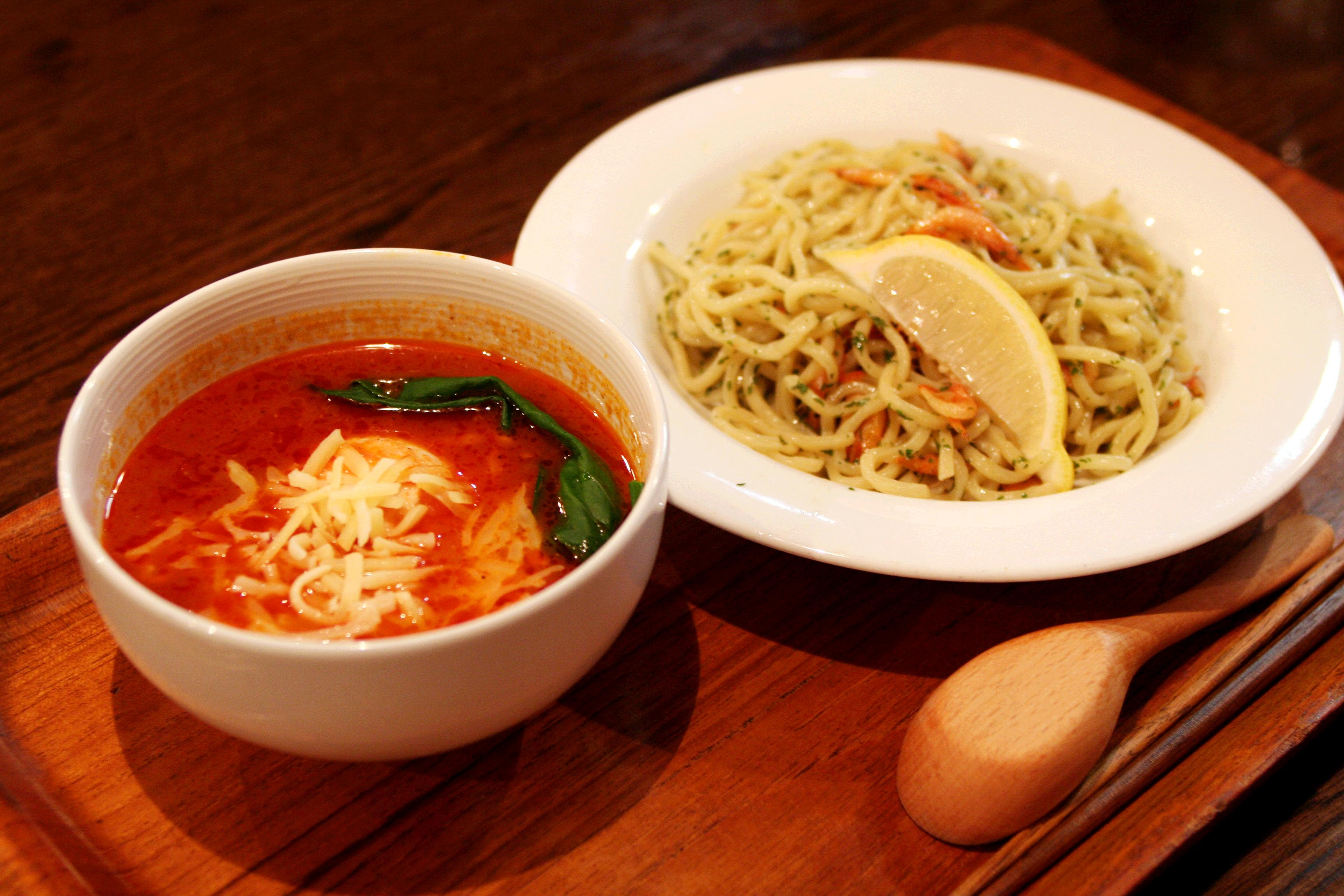
つけナポリタン

つけナポリタンとは、静岡県富士市にある吉原商店街の喫茶店や飲食店を中心に販売されているご当地グルメである。2008年頃に考案された。テレビ東京の番組『チャンピオンズ〜達人のワザが世界を救う〜』と吉原商店街が共同開発したご当地グルメであり、つけ麺と喫茶店のおなじみのメニュー「ナポリタン」を組み合わせ、主に中華麺をトマトソースをベースにして別のソースやスープ等を加えたWスープにつけて食べるのが特徴である。

## 歴史
上記の番組内で開発されたもう一つのご当地グルメ候補との試食対決で勝利し、吉原商店街のご当地グルメとして認定された。この際、吉原商店街の喫茶店店主とともにつけナポリタンの開発を担当した「チャンピオン」は、「つけ麺の達人」こと「めん徳二代目つじ田」の辻田雄大である。
つけナポリタンの反響を受け、吉原地区のまちづくり組織「タウンマネージメント吉原」は、「つけナポリタン」を街の活性化、賑わいにつなげるべくプロジェクトチームを結成し検討を重ねた。その結果、吉原商店街だけではなく、富士市全体のご当地グルメとするべく、他の店舗での販売も認めると同時に、「つけナポリタン」と名乗るための一定の決まりを定めた。
富士商工会議所によると、2020年時点で富士市内にある提供店は15店前後で、富士市立小中学校の給食にも採用され市内では定着している。2011年11月時点では、富士市内外に50店舗を超える取扱店があり、県内のイベントを中心につけナポリタンの出店も積極的に行っていた。更に富士市外には、東京都北区赤羽の居酒屋、渋谷区恵比寿のカフェレストラン、静岡市葵区の紺屋町名店街（地下街）のレストラン、新宿区歌舞伎町のバーなど、東は埼玉県春日部市から西は愛知県名古屋市にかけて、いくつかの取扱店が存在する。
当面の目標としてB-1グランプリ上位入賞を掲げている。

## 定義
- スープはトマトソースをベースとしたWスープである。
- 提供する際は、麺とスープを分けた「つけ麺」スタイルとしている。

それ以外の部分（トマトソースに併せるもう一種類のソース、使用する麺の種類、トッピングなど）は各店の裁量に任されている。
そのため、店によっては元祖つけナポリタンで使われている特注麺を使わず、カペッリーニなどの極細麺を使う店舗や、富士宮やきそばの麺をそのままつけナポリタンの麺にしている店舗も存在し、各店ごとに味が大きく異なるのがつけナポリタンの特徴である。そのことは、各店を回って「食べ歩き」ができる、という利点に繋がっている。

## 経過
- 2008年9月：つけナポリタン誕生。
- 10月：プロジェクトチーム発足。
- 2009年1月：取扱い店舗が7店に達する。つけナポリタン食べ歩きマップ第1号発行。
- 3月：取扱い店舗が15店に達する。つけナポリタン食べ歩きマップ第2号を発行。
- 4月：アクティブじゃらん2009年4月号にて、「ご当地グルメ新人賞」を獲得。
- 6月：「食べ歩きマップ」に描かれていた、「カップにつかったトマトのキャラクター」のネーミング募集が始まる。
- 8月：東海地区のローソンにて初のコンビニ用つけナポリタンが発売し、同時にキャラクターの名前が「ナポリン」に決定する。キャラクターの応募総数は47都道府県から約1800通。
- 10月：取扱い店舗が29店舗に達する。20日に東海4県と関東1都6県のサークルKサンクスにてつけナポリタンが販売される。また宣伝用のラッピングカーと食べ歩きマップ第3号が披露される。
- 12月：12月10日放送の『いきなり!黄金伝説。』（テレビ朝日）にて、富士駅周辺のご当地グルメ第一位として紹介される。
- 2010年2月：13・14日の静岡市のイベントでイメージソング「ボンジョルノ・ナポリン！」が初披露され、28日の吉原商店街のイベントで「ボンジョルノ・ナポリン！」のダンスが初披露される。
- 5月：22・23日のエコパのイベントでイメージキャラクター「ナポリン」の着ぐるみが初披露される。
- 8月：17日より静岡県のローソンにてコンビニ用つけナポリタンを再発売。2009年のバージョンの再発売ではなく、パッケージを変更しボリュームが増えている。
- 10月：プロジェクトチーム名の正式名称を「ふじつけナポリタン大志館」に決定。
- 11月：つけナポリタン食べ歩きマップ第4号発行。この時点で取り扱い店舗が富士市内39店、富士市外3店の計42店舗に達する。（マップ未掲載が1店存在する。）
- 2011年1月：取り扱い店舗が富士市内40店、富士市外4店の合計44店舗に達する。
- 9月：愛知県豊川市で開催された中日本･東海B-1グランプリに出場し、8位入賞。
- 9月：日清食品よりつけナポリタンのチルド麺が商品化。
- 11月：B-1グランプリin姫路に初出場を果たす。

## キャラクター
- ナポリン - つけナポリタンのイメージキャラクター。
- ボンジョルノ小川 - ふじつけナポリタン大志館特命全権大志。吉原商店街振興組合理事長。つけナポリタンの食べ歩きマップにイラストが掲載されている。